# Mädelegabel
Le Mädelegabel est un sommet des Alpes, à 2 644 ou 2 645 m d'altitude, dans les Alpes d'Allgäu, et en particulier dans le chaînon principal, entre l'Autriche (Land du Tyrol) et l'Allemagne (Bavière).